# Old Shatterhand (boek)
Old Shatterhand is de uit het Duits vertaalde roman van Karl May met de titel Winnetou II uit 1893. Het is het tweede deel dat zich afspeelt in de Verenigde Staten tussen 1868 en 1870. De auteur portretteert zichzelf als Duitse immigrant met de bijnaam 'Old Shatterhand'. Het boek bestaat uit twee afzonderlijke verhalen.
1. Old Shatterhand als detective
2. De pelsjagers van Old Firehand

## Verhaal

### Old Shatterhand als detective
Vlak na de Amerikaanse Burgeroorlog keert Old Shatterhand berooid terug van een reis in het Verre Oosten en belandt per ongeluk in New York. Hij wordt daar in dienst genomen bij een vermaard detectivebureau van naamgever Josy Tailor. Na enige plaatselijke successen vertrouwt hij hem de opsporing toe van de zoon van een rijke cliënt, ene William Ohlert. Laatstgenoemde was als zwakzinnige dichter onder de invloed gekomen van een notoire zwendelaar Gibson. Samen trokken ze door de Verenigde Staten waarbij ze een spoor van onbetaalde rekeningen en geldopnames achterlieten. Old Shatterhand neemt de opdracht aan om vader en zoon te herenigen en reist het tweetal na. Via Saint-Louis, waar hij zijn twee geweren afgeeft aan de wapensmid Mr. Henry belandt hij in New Orleans.
Aldaar wordt hij incognito onder de hoede genomen van een ervaren westman Old Death. Ze besluiten samen op te trekken en slaan een troep ruwe cowboys van zich af, die later steun zoeken bij de Ku Klux Klan en een Duitse familie belagen. Bij dit treffen komt ook Winnetou nog een korte tijd langs. Omdat Gibson en Ohlert zich hebben aangesloten bij vrijwilligers die de eerste Indiaanse president Benito Juárez van Mexico willen steunen, volgen Old Death en Old Shatterhand dat spoor. Na de Ku Klux Klan in Texas te hebben verslagen, vertrekken ze met de Duitse familie naar de zilvermijnen van Mexico, waar een schoonzoon het beheer voert. Onderweg komen ze terecht in een oorlog tussen de Comanches en de Apaches. Winnetou duikt keer op keer op in het verhaal, maar zijn samenzijn met Old Shatterhand is steeds kort omdat de oorlog tussen de Indianenstammen al zijn aandacht vergt. Uiteindelijk slaagt Old Shatterhand erin William Ohlert te bevrijden, waarbij Old Death en Gibson de dood vinden.

### De pelsjagers van Old Firehand
Wachtend op Winnetou belandt Old Shatterhand bij toeval in een nederzetting in het noorden van de Verenigde Staten, waar olie wordt gewonnen. Wegens de lage olieprijs laat de eigenaar Emery Forster olie weglopen, hetgeen hem duur te staan komt. De hele locatie gaat ten onder in een oliebrand, waarbij Old Shatterhand maar ternauwernood kan ontkomen. Zijn Indiaanse paard Hatatitla redt hem en een jongen met de naam Harry van een wisse dood. Maar de geredde Harry is Old Shatterhand niet dankbaar omdat hij hem ten onrechte van brandstichting verdenkt.
Old Shatterhand en Winnetou vinden elkaar en bereiken na vele omzwervingen en gevechten de schuilplaats van Old Firehand. Zelfs Old Shatterhand en Old Firehand bevechten elkaar abusievelijk bij een nachtelijk treffen, dat in remise eindigt maar waarbij Old Shatterhand wel zijn mes verspeelt. De schuilplaats ligt verborgen tussen de rotsen en kan door de aanwezige grotten als winterschuilplaats dienen in een streek waar het ’s winters streng vriest. Old Shatterhand komt meer te weten over de vriendschap van Winnetou en Old Firehand en de strijd die ze lang geleden voerden om de gunsten van de Indiaanse Ribanna, de moeder van Harry en de naderhand vermoorde vrouw van Old Firehand.
Ribanna is gedood door een blank opperhoofd Tim Finnetey, alias Paranoh. Laatstgenoemde wil nu ook Old Firehand en zijn mannen in de ook hem bekende schuilplaats uitmoorden, maar vindt uiteindelijk zelf de dood. Aan het eind van het verhaal duikt de moordenaar van Winnetous verwanten, Santer,  weer op. Winnetou geeft hem bijna de kogel met een nachtelijk knieschot, maar hij ontsnapt. Winnetou zet hem na, Old Shatterhand en de van zijn verwondingen herstellende Old Firehand, achterlatend.